# Unisound Studio
Koordinaten: 59° 16′ 25,5″ N, 15° 12′ 27,1″ O

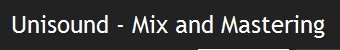
Logo des Unisound Studios

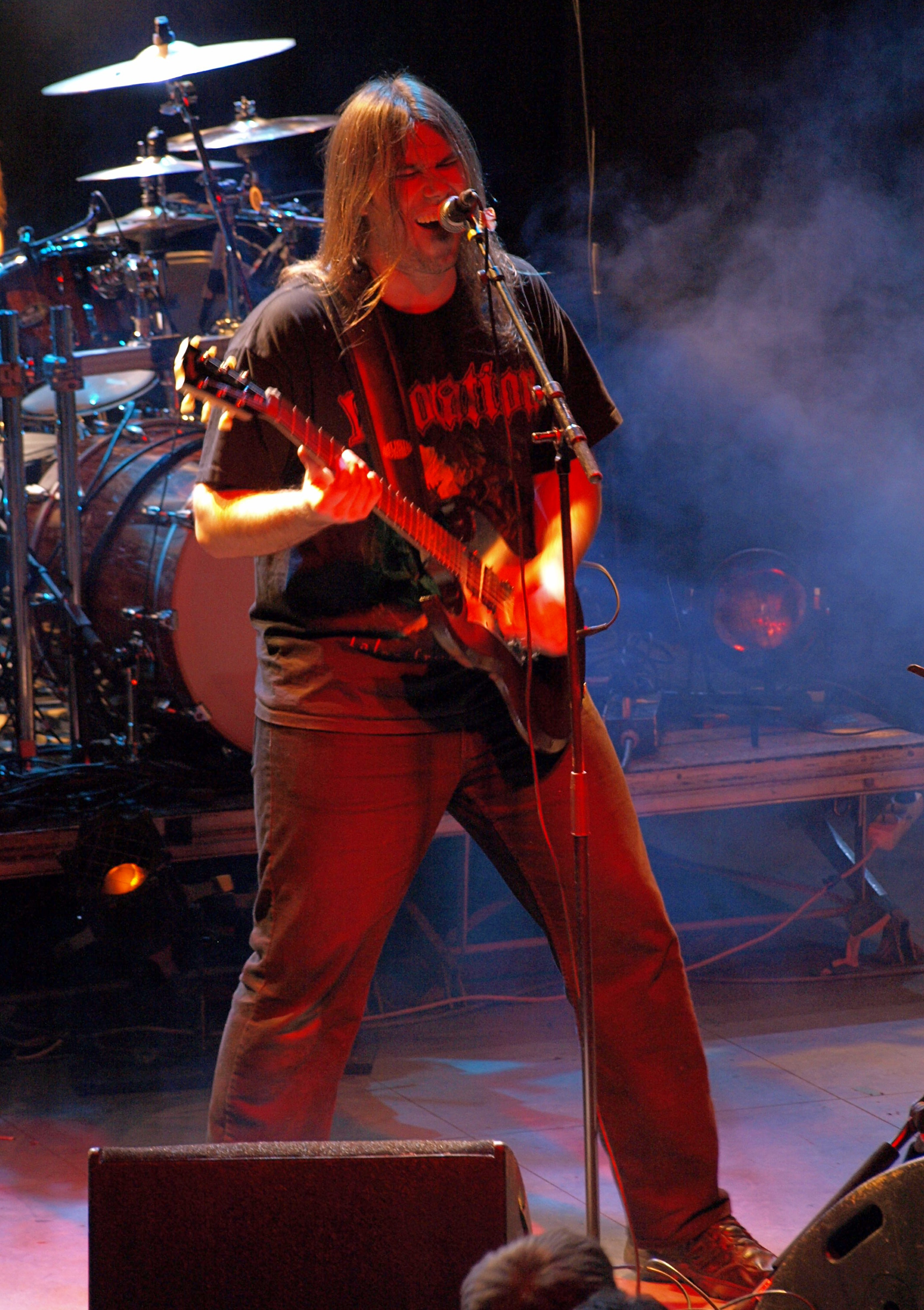
Gründer und Besitzer Dan Swanö (hier live mit seiner Band Nightingale)

Das Unisound Studio ist ein schwedisches Tonstudio in der mittelschwedischen Stadt Örebro rund 200 km westlich von Stockholm. Es ist auf Abmischung und das Mastering spezialisiert und wird von Dan Swanö betrieben. Die Hauptkundschaft besteht aus Metal-Bands.

## Geschichte
Swanö zeigte als Jugendlicher reges Interesse für die Musikproduktion. So nahm er mehrere Demos und vier Studioalben mit 4- bzw. 8-Spur-Aufnahmegeräten in seinem sog. Spam-Studio auf, bevor er sein erstes „richtiges“ Studio eröffnete. Im Alter von 20 Jahren gründete Swanö 1993 schließlich das Unisound Studio, damals noch unter dem Namen Gorysound Studio. Während anfangs nur Aufnahmen und Abmischungen im Studio durchgeführt wurden, übernimmt das Studio heutzutage nur noch das Abmischen und Mastern.

## Bekannte Kunden und Werke
Die folgende Tabelle gibt eine Auswahl bedeutender Veröffentlichungen wieder, an deren Produktion das Unisound Studio beteiligt war.
| VÖ-Jahr | Band               | Album                       | Prozess                              |
| ------- | ------------------ | --------------------------- | ------------------------------------ |
| 1993    | Katatonia          | Dance of December Souls     | Aufnahmen und Abmischung             |
| 1994    | Dark Funeral       | Dark Funeral                | Aufnahmen, Abmischung und Produktion |
| 1994    | Edge of Sanity     | Purgatory Afterglow         | Aufnahmen und Abmischung             |
| 1994    | Marduk             | Opus nocturne               | Aufnahmen und Abmischung             |
| 1994    | Novembre           | Wish I Could Dream it Again | Aufnahmen                            |
| 1994    | Ophthalamia        | A Journey in Darkness       | Aufnahmen                            |
| 1995    | 59 Times the Pain  | More out of Today           | Aufnahmen                            |
| 1995    | Mörk Gryning       | Tusen år har gått…          | Aufnahmen                            |
| 1995    | Theatre of Tragedy | Theatre of Tragedy          | Aufnahmen und Abmischung             |
| 1995    | Opeth              | Orchid                      | Aufnahmen                            |
| 1995    | Millencolin        | Life on a Plate             | Aufnahmen und Abmischung             |
| 1995    | Dissection         | Storm of the Light’s Bane   | Aufnahmen                            |
| 1996    | Katatonia          | Brave Murder Day            | Aufnahmen und Abmischung             |
| 1996    | Edge of Sanity     | Crimson                     | Aufnahmen und Abmischung             |
| 1996    | Ancient            | The Cainian Chronicle       | Aufnahmen und Abmischung             |
| 1996    | Opeth              | Morningrise                 | Aufnahmen und Abmischung             |
| 1996    | October Tide       | Rain Without End            | Aufnahmen                            |
| 1997    | Millencolin        | For Monkeys                 | Aufnahmen und Abmischung             |
| 2005    | Nasum              | Grind Finale                | Abmischung, Mastering                |
| 2006    | Misery Speaks      | Misery Speaks               | Abmischung                           |
| 2008    | Misery Speaks      | Catalogue of Carnage        | Abmischung, Mastering                |
| 2008    | Omnium Gatherum    | The Redshift                | Abmischung und Mastering             |
| 2008    | Battlelore         | The Last Alliance           | Abmischung und Mastering             |
| 2009    | Lay Down Rotten    | Gospel of the Wretched      | Abmischung und Mastering             |
| 2011    | Battlelore         | Doombound                   | Abmischung und Mastering             |
| 2011    | Novembers Doom     | Aphotic                     | Abmischung und Mastering             |
| 2011    | Vendetta           | Feed to Extermination       | Abmischung und Mastering             |